# Арутюнянц, Георгий Минаевич
Гео́ргий Мина́евич Арутюня́нц (арм. Հարությունյանց Գեորգի Մինայի; 1925—1973) — подпольщик и участник Великой Отечественной войны, участник антифашистской организации «Молодая Гвардия».

## Биография
Георгий Арутюнянц родился 31 мая 1925 года в Новочеркасске в семье служащего, армянина по национальности. В 1931 году вместе с семьёй переехал в Краснодон. Учился в школе № 1 имени А. М. Горького.  В 1941 году вступил в комсомол, был избран членом комитета комсомола школы.
Во время эвакуации попал в окружение и вернулся домой. В числе первых вступил в подпольную организацию «Молодая гвардия». Участвовал в сборе оружия, в разгроме немецких автомашин, в поджоге скирд хлеба, писал и распространял листовки. В начале ноября на квартире Арутюнянца была создана подпольная типография. Во время арестов участников подполья в январе 1943 года ему удалось уйти из города. Вступил в Красную армию, в составе 3-го Украинского фронта освобождал Украину. Под Запорожьем был тяжело ранен. После лечения командование направило его в Ленинградское училище зенитной артиллерии.
В 1957 году Арутюнянц окончил Военно-политическую академию имени В. И. Ленина, служил в Советской Армии. В последние годы жизни работал в ВПА имени В. И. Ленина преподавателем. Окончил аспирантуру. В 1969 году ему была присвоена учёная степень кандидата исторических наук.
Арутюнянц умер 26 апреля 1973 года после болезни, был похоронен в Москве на Новодевичьем кладбище.

## Награды
- Орден Красной Звезды
- Орден Отечественной войны I степени
- Медаль «Партизану Отечественной войны» I степени.